# Roberts Blūmentāls
Roberts Blūmentāls (* 9. Oktoberjul. / 22. Oktober 1906greg. in Liepāja; † 16. November 1977 in Toronto) war ein lettischer Fußballspieler.

## Karriere und Leben
Roberts Blūmentāls wurde in Liepāja im zum damaligen Russischen Kaiserreich gehörenden Gouvernement Kurland geboren. Seine Eltern waren der Stellmacher Ādam Blumenthals (1857–1922) und dessen Ehefrau Grieta (* 1867). 1932 heiratete er Erna Spinga (1909–1975). Mit ihr hatte er eine Tochter, Ilona (1936–2009). Blūmentāls arbeitete als Landvermesser in der Stadtverwaltung von Liepāja.
Blūmentāls spielte in seiner Fußballkarriere ausschließlich in seiner Geburtsstadt bei Olimpija Liepāja. Mit dem Verein wurde er 1927, 1928 und 1929 dreimal in Folge lettischer Meister. Im August 1926 debütierte er für die Lettische Fußballnationalmannschaft gegen Litauen. Im Jahr 1930 nahm er mit Lettland am Baltic Cup teil. Bis 1931 absolvierte er insgesamt zehn Länderspiele. 
Während der deutschen Besatzung im Zweiten Weltkrieg wurde Blūmentāls in die 15. Division der Lettischen Legion zwangseinberufen. Nach dem Krieg gelangte Blūmentāls als Flüchtling nach Toronto in Kanada. In seiner neuen Heimat war bei der Handelsfirma „Simpson and Simpson“ tätig und war nebenbei in Toronto in der Volleyballabteilung als Trainer des Christlichen Vereins Junger Menschen aktiv. Er starb im Jahr 1977 im Alter von 71 Jahren in Toronto und wurde auch dort beerdigt.

## Erfolge
mit Olimpija Liepāja:
- Lettischer Meister (3): 1927, 1928, 1929